# Kapasan
Kapasan o Kapasin fou una zila (districte) de l'antic principat de Mewar. El formaven 142 pobles i tenia una població el 1901 de 28371 habitants. Va existir fins al 1940 quan va esdevenir un dels vuit districtes de la nova divisió administrativa de Mewar que va durar pocs anys, absorbint les ziles de Rasmi i Sahran, amb exclusió del niabat de Raipur.
La capital era Kapasan a 40 km al nord-est de Chitor. A la ciutat destacava la mesquita Abulkar. Actualment la mesquita es diu Baba Diwan Shah i encara que musulmana està portada per un hindú manifestant la suposada harmonia entre les dues religions, i és visitada per ambdues comunitats. Diwan Shah era un sufí o home sant musulmà que va néixer a Palanpur, a l'estat del Gujarat, i fou famós per la seva obra en favor de l'amistat entre musulmans i hindús. Va morir a Kapasan el 3 de febrer de 1944 i la mesquita va rebre el seu nom. El 2007 es van produir seriosos incidents quan els musulmans, majoria a la ciutat, van matar una vaca. Una planta de fosfats es va construir el mateix any 2007 a la vila.
Kapasan és actualment dins el districte de Chittogarh, i tér una població (cens del 2001) de 18705 habitants.